# Moyangul River
Moyangul River är ett vattendrag i Australien. Det ligger i delstaten New South Wales, i den sydöstra delen av landet, omkring 410 kilometer sydväst om delstatshuvudstaden Sydney.
I omgivningarna runt Moyangul River växer huvudsakligen savannskog. Trakten runt Moyangul River är nära nog obefolkad, med mindre än två invånare per kvadratkilometer. Genomsnittlig årsnederbörd är 1 182 millimeter. Den regnigaste månaden är mars, med i genomsnitt 151 mm nederbörd, och den torraste är juli, med 66 mm nederbörd.